# 칼리오 교회

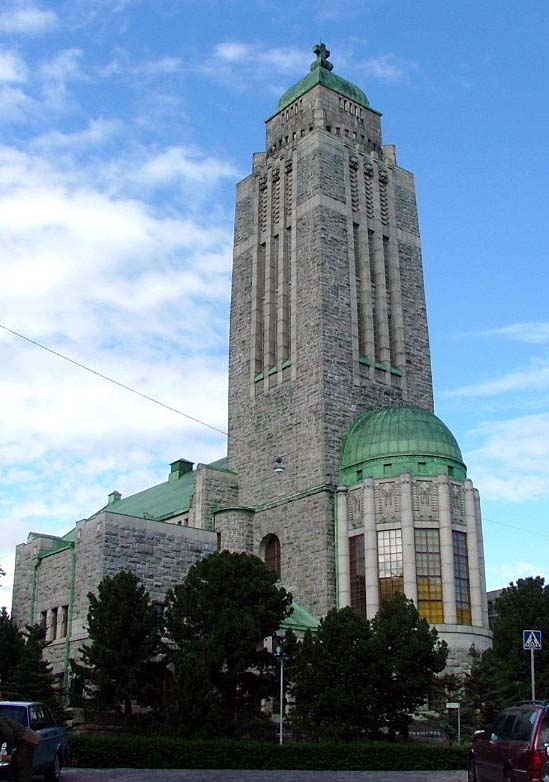

칼리오 교회(핀란드어: Kallion kirkko, 스웨덴어: Berghälls kyrka)는 핀란드 헬싱키 시 칼리오 구에 소재한 루터교 교회다. 라르스 손크가 설계했으며, 아르누보 영향을 받은 국민낭만주의 양식이다. 회색 화강암으로 만들었다. 1912년 완공되었으며 헬싱키의 대표적인 랜드마크 중 하나다.